# Malva (Film)
Malva ist ein deutsches Stummfilm-Liebesdrama aus dem Jahre 1924 von Robert Dinesen mit Lya de Putti in der Titelrolle.

## Handlung
Irgendwo in Südeuropa. Die heißblütige Malva verdreht mit ihren lasziven Tanzdarbietungen in einer Weinschenke allen Männern den Kopf. Auch der Gendarmerieoffizier Tassilo ist ganz vernarrt in die heiße Exotin. Besitzergreifend und eifersüchtig wie er ist, möchte Tassilo nicht, dass Malva für irgendeinen anderen Mann tanzt. Als er wieder einmal mit Argusaugen über sie wacht, erhält der Gendarm die Nachricht, dass sich der berüchtigte Schmuggler Tadzio in der Gegend aufhalte. Dieser Mann wird schon seit langem steckbrieflich gesucht. Immer wieder hatte sich der wilde Tadzio seinen staatlichen Häschern entzogen, und auch diesmal sieht es so aus, als lasse er sich nicht einfach so festnehmen. Diesmal findet der Schmugglerkönig Unterschlupf ausgerechnet in Malvas Wohnung, wo er der heimkehrenden Tänzerin auflauert und sie mit einem Messer bedroht. Er sagt, sie solle ihn bei sich verstecken, sonst werde er sie umbringen. Malva willigt ein und versteckt den Gesuchten in einem unter ihrem Zimmer verborgen liegenden Raum, der nur über eine geheime Falltür, über der ein Teppich liegt, zu erreichen ist.
Tassilo und seine Männer durchforsten die gesamte Gegend und kommen irgendwann auch in Malvas Wohnung an. Da die polizeilichen Spürhunde Tadzio auch durch die verborgene Falltür erschnuppern, wird er schnell aufgespürt. Malva aber, die Gefallen am Widersacher des ungeliebten Tassilo findet, verhilft dem Schmugglerkönig zur Flucht. Nachdem Tadzio durch das Fenster entkommen ist, hält sich Tassilo daraufhin an Malva und nimmt die junge Frau statt Tadzio fest. Der entkommt in die ihm so gut vertrauten Berge, wo er auf seinen Kumpan Gregori stößt. Tadzio fordert Gregori auf, das Mädchen, das ihm zur Flicht verholfen hat, aus der Haft zu befreien. Der Coup gelingt, und Malva und Tadzio verschwinden in einer schwer zugänglichen Berghöhle, wo Tadzio und seine Männer üblicherweise sich selbst und ihre Konterbande verbergen. Beide jungen Leute verbringen dort schöne Tage trauter Gemeinsamkeit, und Malva glaubt, im Räuberhauptmann Tadzio den Mann ihrer Träume gefunden zu haben. Tadzio ist bereit, ihr zuliebe sein bisheriges Leben hinter sich zu lassen. Nur noch eine Schmuggeltour, dann würde er mit Malva ins Ausland gehen und dort, wo man ihn nicht kennt, ein neues Leben beginnen.
Doch Tassilo und seine Gendarmen haben den Entflohenen bald eingekreist. Sie warten nur darauf, dass Tadzio aus seiner Höhle herauskommt und nehmen ihn fest. Malva wartet erheblich auf die Rückkehr ihres Liebsten. Dem Räuberhauptmann wird der Prozess gemacht, und er muss für fünf Jahre hinter Gitter. Tadzio steckt Kumpan Gregori einen Kassiber für Malva zu, auf dem geschrieben steht, sie solle ausharren und auf ihn warten. Da Gregori selber ein Auge auf Malva geworfen hat, vernichtet er die kurze Botschaft und schreibt ein eigenes Zettelchen, auf dem steht, Malva solle ganz auf Gregori vertrauen, da er, Tadzio, in nächster Zeit sowieso nicht mehr die Freiheit wiedersehen werde. Gregori hofft nun, ein leichtes Spiel mit dem zurückgelassenen Mädchen zu haben, doch die will ihn nicht und wehrt sich nach Leibeskräften gegen seine Annäherungen. Tassilo ist derweil in die Berge zurückgekehrt, weil er fest daran glaubt, dass dort, wo er Tadzio gefangen genommen hatte, auch Malva irgendwo stecken müsste. Tatsächlich entdeckt er die Räuberhöhle und kommt gerade noch rechtzeitig, um Malva aus den Händen des übergriffigen Gregori zu befreien.
Tassilo beschwört Malva, mit ihm zu kommen und all das hier hinter sich zu lassen. Und er bietet ihr mehr oder minder dasselbe an wie Tadzio. Wenn sie nur mit ihm kommen würde, wäre er bereit, mit ihr an irgendeiner anderen Polizeistation des Landes neu anzufangen und alles zu vergessen, was bisher geschah. Malva lässt sich darauf ein, da sie nicht mehr an Tadzios Rückkehr glaubt. Malva und Tassilo heiraten und werden Eltern eines Kindes. Während eines Essens zu Ehren der Taufe des Babys macht eine Eilmeldung die Runde: Tadzio sei ausgebrochen, und er befinde sich irgendwo in der Nähe! Augenblicklich macht sich Tassilo mit seinen Mannen auf die Suche des Flüchtigen. Der aber ist zunächst in seine Berghöhle zurückgeeilt und muss von Gregori erfahren, dass Malva nun die Frau des Polizeisergeanten geworden sei. Rasend vor Wut ob ihrer angeblichen Treulosigkeit eilt Tadzio zum Haus des Sergeanten und steht plötzlich vor Malva. Er will sie wegen ihres vermuteten Treueverrats umbringen – da hört er aus dem Nachbarzimmer Babygeschrei. Tadzio lässt von ihr ab und erhält von Malva schließlich auch noch den von Gregori gefälschten Kassiber, demzufolge Tadzio Malva aufforderte, nicht auf ihn zu warten. Wieder flieht Tadzio, aber diesmal nur, um den perfiden Gregori umzubringen. Doch die Gewehrkugeln der ihn verfolgenden Polizisten sind schneller und treffen ihn tödlich. Sterbend bittet er, zu Malva gebracht zu werden, die ihm im Moment des Todes beisteht und seine Augen für immer schließt.

## Produktionsnotizen
Malva entstand im Phoebus-Film-Atelier und im Riesengebirge (Außenaufnahmen), passierte die Filmzensur am 18. September 1924 und wurde am 24. Oktober 1924 uraufgeführt. Der mit Jugendverbot belegte Sechsakter besaß eine Länge von 2192 Metern. In Österreich wurde der Film unter dem längeren Titel Malva, die Schmugglerbraut verliehen.
Die Filmbauten entwarf Willi A. Herrmann.
Der dänische Schauspieler Tronier Funder stand hier das letzte Mal vor einer Filmkamera. Nach Ende der Dreharbeiten kehrte er in sein Heimatland zurück.

## Kritiken
Im Kino-Journal hieß es: “Wild, wie die Natur und ihre Bewohner, spielt sich auch dieses dramatisch bewegte Geschehen ab, voll sprühender Vitalität, die Klippe der Banalität sorgsam umschiffend. Dekorativ malerisch die Aufnahmen und das Spiel künstlerisch ausdrucksvoll.”
Das Tagblatt befand: “Das Filmwerk führt uns in die prächtigen Gebirgslandschaften Spaniens und ist von einem Gluthauch des Südens durchzogen, der auf jeden Beschauer fesselnd wirkt. Packende Szenen und die aus dem heißen Leben der spanischen Bergvölker gegriffene Handlung machen es doppelt sehenswert”